# Wajid (Somalie)
Wajid (en somali : Waajid ; en italien : Uegit) est une petite ville située dans la région du Bakool, dans le centre-ouest de la Somalie. C'est le chef-lieu du district de Wajid (en).

## Localisation
Wajid se situe à environ 302 kilomètres au nord-ouest de la capitale nationale Mogadiscio, à 78 kilomètres au sud-ouest de Hudur et à 69 kilomètres au sud-est de la frontière avec l'Éthiopie.

## Histoire
En mars 2014, les forces armées somaliennes, accompagnées d'un bataillon éthiopien et de la mission de l'Union africaine en Somalie, prennent le contrôle du district de Wajid, jusqu'alors aux mains du groupe terroriste Al-Shabbaab. Cette offensive fait partie d'une intense opération militaire menée par la coalition pour éliminer le groupe insurgé, encore présent dans le sud du pays.
D'après le Premier ministre Abdiweli Cheikh Ahmed, le gouvernement somalien agit par la suite pour stabiliser la situation dans les nouvelles zones libérées, qui comprennent notamment les villes de Hudur, Rabdhure (en) et Burdhubo (en). Le ministère de la Défense assure la sécurité et fournit des vivres aux résidents locaux. En parallèle, le ministère de l'Intérieur met en place des programmes d'aide à l'administration et la sécurité locales. Un sous-ministre ainsi que plusieurs érudits religieux sont dépêchés dans les zones libérées pour coordonner et superviser les actions de stabilisation entreprises par le gouvernement.

## Démographie
En 2000, Wajid a une population de 8 100 habitants. Le district de Wajid comporte 69 694 résidents au total.